# Lista gór księżycowych
Poniżej wypisana jest lista gór księżycowych:

## Góry
Oto izolowane góry oraz masywy.
Wysokości podawane przez różne źródła nie są zgodne. W latach 60. US Army Mapping Service ustalało wysokość względem sfery leżącej w odległości 1 737 988 m od centrum Księżyca. W latach 70. US Defense Mapping Agency użyło w tym celu odległości 1 730 000 m, a w 90. misja Clementine opublikowała dane topograficzne, gdzie użyto odległości 1 737 400 m.
Należy też zauważyć, że ten spis nie jest wyczerpujący i nie jest listą najwyższych punktów na Księżycu. Dane z sondy Clementine pokazują różnicę 18 100 m od najniższego do najwyższego punktu na Księżycu. Najwyższy punkt, położony na niewidocznej stronie Księżyca, jest w przybliżeniu 6500 m wyższy niż Mons Huygens (zwykle podawany jako najwyższa góra).
| Nazwa                  | Szer./Dł.                                | Śr.   | Wys.   | Pochodzenie nazwy                         |
| ---------------------- | ---------------------------------------- | ----- | ------ | ----------------------------------------- |
| Mons Agnes             | ☾ 18,6°N 5,3°E/18,600000 5,300000        | 1 km  |        | greckie imię żeńskie                      |
| Mons Ampère            | ☾ 19,0°N 4,0°W/19,000000 -4,000000       | 30 km | 3,0 km | André Ampère, fizyk                       |
| Mons André             | ☾ 5,2°N 120,6°E/5,200000 120,600000      | 10 km |        | francuskie imię męskie                    |
| Mons Ardeshir          | ☾ 5,0°N 121,0°E/5,000000 121,000000      | 8 km  |        | Ardaszir I, perski władca                 |
| Mons Argaeus           | ☾ 19,0°N 29,0°E/19,000000 29,000000      | 50 km |        | góra Erciyes, Azja Mniejsza               |
| Mons Blanc             | ☾ 45,0°N 1,0°E/45,000000 1,000000        | 25 km | 3,6 km | Mont Blanc, Alpy                          |
| Mons Bradley           | ☾ 22,0°N 1,0°E/22,000000 1,000000        | 30 km | 4,2 km | James Bradley, astronom                   |
| Mons Delisle           | ☾ 29,5°N 35,8°W/29,500000 -35,800000     | 30 km |        | nazwany za pobliskim kraterem Delisle     |
| Mons Dieter            | ☾ 5,0°N 120,2°E/5,000000 120,200000      | 20 km |        | niemieckie imię męskie                    |
| Mons Dilip             | ☾ 5,6°N 120,8°E/5,600000 120,800000      | 2 km  |        | indyjskie imię męskie                     |
| Mons Esam              | ☾ 14,6°N 35,7°E/14,600000 35,700000      | 8 km  |        | arabskie imię męskie                      |
| Mons Ganau             | ☾ 4,8°N 120,6°E/4,800000 120,600000      | 14 km |        | afrykańskie imię męskie                   |
| Mons Gruithuisen Delta | ☾ 36,0°N 35,9°W/36,000000 -35,900000     | 20 km |        | nazwany za pobliskim kraterem Gruithuisen |
| Mons Gruithuisen Gamma | ☾ 36,6°N 40,5°W/36,600000 -40,500000     | 20 km |        | nazwany za pobliskim kraterem Gruithuisen |
| Mons Hadley            | ☾ 26,5°N 4,7°E/26,500000 4,700000        | 25 km | 4,6 km | John Hadley, wynalazca                    |
| Mons Hadley Delta      | ☾ 25,8°N 3,8°E/25,800000 3,800000        | 15 km | 3,5 km | nazwany za pobliskim Mons Hadley          |
| Mons Hansteen          | ☾ 12,1°S 50,0°W/-12,100000 -50,000000    | 30 km |        | nazwany za pobliskim kraterem Hansteen    |
| Mons Herodotus         | ☾ 27,5°N 53,0°W/27,500000 -53,000000     | 5 km  |        | nazwany za pobliskim kraterem Herodot     |
| Mons Huygens           | ☾ 20,0°N 2,9°W/20,000000 -2,900000       | 40 km | 4,7 km | Christiaan Huygens, astronom              |
| Mons La Hire           | ☾ 27,8°N 25,5°W/27,800000 -25,500000     | 25 km | 1,5 km | Philippe de La Hire, astronom             |
| Mons Maraldi           | ☾ 20,3°N 35,3°E/20,300000 35,300000      | 15 km | 1,3 km | nazwany za pobliskim kraterem Maraldi     |
| Mons Moro              | ☾ 12,0°S 19,7°W/-12,000000 -19,700000    | 10 km |        | Antonio Lazzaro Moro, badacz Ziemi        |
| Mons Penck             | ☾ 10,0°S 21,6°E/-10,000000 21,600000     | 30 km | 4 km   | Albrecht Penck, geograf                   |
| Mons Pico              | ☾ 45,7°N 8,9°W/45,700000 -8,900000       | 25 km | 2 km   | hiszpańskie słowo oznaczające „szczyt”    |
| Mons Piton             | ☾ 40,6°N 1,1°W/40,600000 -1,100000       | 25 km | 2,3 km | góra Piton, Teneryfa                      |
| Mons Rümker            | ☾ 40,8°N 58,1°W/40,800000 -58,100000     | 70 km | 0,5 km | Carl Ludwig Christian Rümker, astronom    |
| Mons Tai               | ☾ 44,56°S 175,83°E/-44,560000 175,830000 | 24 km |        | Tai Shan, góra w Chinach                  |
| Mons Usov              | ☾ 12,0°N 63,0°E/12,000000 63,000000      | 15 km |        | Michaił Antonowicz Usow, geolog           |
| Mons Vinogradov        | ☾ 22,4°N 32,4°W/22,400000 -32,400000     | 25 km | 1,4 km | Aleksandr Pawłowicz Winogradow, chemik    |
| Mons Vitruvius         | ☾ 19,4°N 30,8°E/19,400000 30,800000      | 15 km | 2,3 km | nazwany za pobliskim kraterem Witruwiusz  |
| Mons Wolff             | ☾ 17,0°N 6,8°W/17,000000 -6,800000       | 35 km | 3,5 km | baron Christian von Wolff, filozof        |
| 1.                     |                                          |       |        |                                           |

## Pasma górskie
| Nazwa              | Szer./Dł.                             | Śr.    | Pochodzenie nazwy                                                                |
| ------------------ | ------------------------------------- | ------ | -------------------------------------------------------------------------------- |
| Montes Agricola    | ☾ 29,1°N 54,2°W/29,100000 -54,200000  | 141 km | Georgius Agricola, badacz Ziemi                                                  |
| Montes Alpes       | ☾ 46,4°N 0,8°W/46,400000 -0,800000    | 281 km | Alpy, Europa                                                                     |
| Montes Apenninus   | ☾ 18,9°N 3,7°W/18,900000 -3,700000    | 401 km | Apeniny, Włochy                                                                  |
| Montes Archimedes  | ☾ 25,3°N 4,6°W/25,300000 -4,600000    | 163 km | nazwany za pobliskim kraterem Archimedes                                         |
| Montes Carpatus    | ☾ 14,5°N 24,4°W/14,500000 -24,400000  | 361 km | Karpaty, Europa                                                                  |
| Montes Caucasus    | ☾ 38,4°N 10,0°W/38,400000 -10,000000  | 445 km | Kaukaz, Azja                                                                     |
| Montes Cordillera  | ☾ 17,5°S 81,6°W/-17,500000 -81,600000 | 574 km | hiszpańskie słowo oznaczające „łańcuch górski”                                   |
| Montes Haemus      | ☾ 19,9°N 9,2°E/19,900000 9,200000     | 560 km | grecka nazwa Starej Płaniny                                                      |
| Montes Harbinger   | ☾ 27,0°N 41,0°W/27,000000 -41,000000  | 90 km  | zwiastun (ang. Harbinger) świtu w kraterze Arystarch                             |
| Montes Jura        | ☾ 47,1°N 34,0°W/47,100000 -34,000000  | 422 km | Jura, Europa                                                                     |
| Montes Pyrenaeus   | ☾ 15,6°S 41,2°E/-15,600000 41,200000  | 164 km | Pireneje, Europa                                                                 |
| Montes Recti       | ☾ 48,0°N 20,0°W/48,000000 -20,000000  | 90 km  | łacińskie słowo oznaczające „proste góry”                                        |
| Montes Riphaeus    | ☾ 7,7°S 28,1°W/-7,700000 -28,100000   | 189 km | grecka nazwa Uralu w Rosji                                                       |
| Montes Rook        | ☾ 20,6°S 82,5°W/-20,600000 -82,500000 | 791 km | Lawrence Rook, astronom                                                          |
| Montes Secchi      | ☾ 3,0°N 43,0°E/3,000000 43,000000     | 50 km  | nazwany za pobliskim kraterem Secchi                                             |
| Montes Spitzbergen | ☾ 35,0°N 5,0°W/35,000000 -5,000000    | 60 km  | niemieckie słowo oznaczające „ostre góry”, a także za norweską wyspą Spitsbergen |
| Montes Taurus      | ☾ 28,4°N 41,1°E/28,400000 41,100000   | 172 km | góry Taurus, Azja Mniejsza                                                       |
| Montes Teneriffe   | ☾ 47,1°N 11,8°W/47,100000 -11,800000  | 182 km | wyspa Teneryfa                                                                   |